# Ocho apellidos vascos
Ocho apellidos vascos (pt Namoro à Espanhola/br Ocho apellidos vascos) é um filme espanhol de 2014 dirigido por Emilio Martínez-Lázaro, com roteiro  de Borja Cobeaga e Diego San José e estrelado por Clara Lago, Dani Rovira, Carmen Machi e Karra Elejalde.
Estreou na Espanha a 14 de março de 2014. Seis semanas após o seu lançamento, tornou-se o segundo filme mais visto da história na Espanha, atrás apenas de Avatar. 
O nome do filme faz referência aos oito sobrenomes bascos que diz ter o protagonista, mais concretamente: Gabilondo, Urdangarín, Zubizarreta, Arguiñano por via paterna e Igartiburu, Erentxun, Otegi e Clemente por via materna.

## Enredo
Um jovem andaluz, Rafa, conhece Amaia, uma mulher do País Basco, por quem se apaixona. Quando esta abandona Sevilha e regressa ao norte, Rafa decide ir atrás dela até à sua pequena aldeia mas para se aproximar da sua amada, terá de conquistar o pai da rapariga e isso significa fazer passar-se por basco.

## Elenco
| Ator               | Personagem           |
| ------------------ | -------------------- |
| Clara Lago         | Amaia Zabala         |
| Dani Rovira        | Rafael "Rafa" Quirós |
| Carmen Machi       | Mercedes "Merche"    |
| Karra Elejalde     | Koldo Zabala         |
| Alberto López      | Joaquín              |
| Lander Otaola      | Borroka              |
| Abel Mora          | Pedro                |
| Aitor Mazo         | Padre Inaxio         |
| Alfonso Sánchez    | Curro                |
| Aitziber Garmendia | Iratxe               |
| Miriam Cabeza      | Edurne               |
| Los del Río        |                      |